# SK (ピープル・ムーバー)

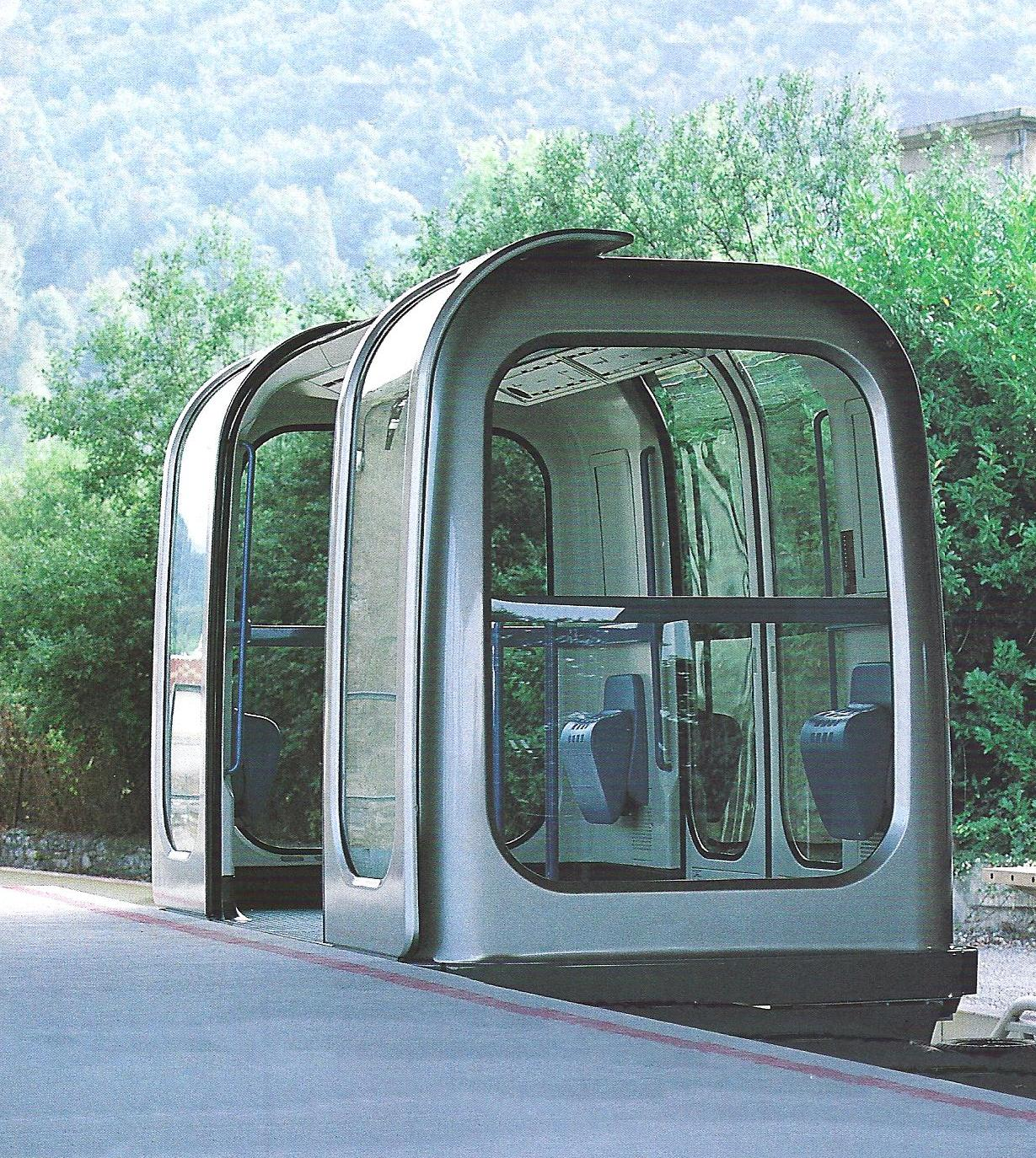
SKの客室

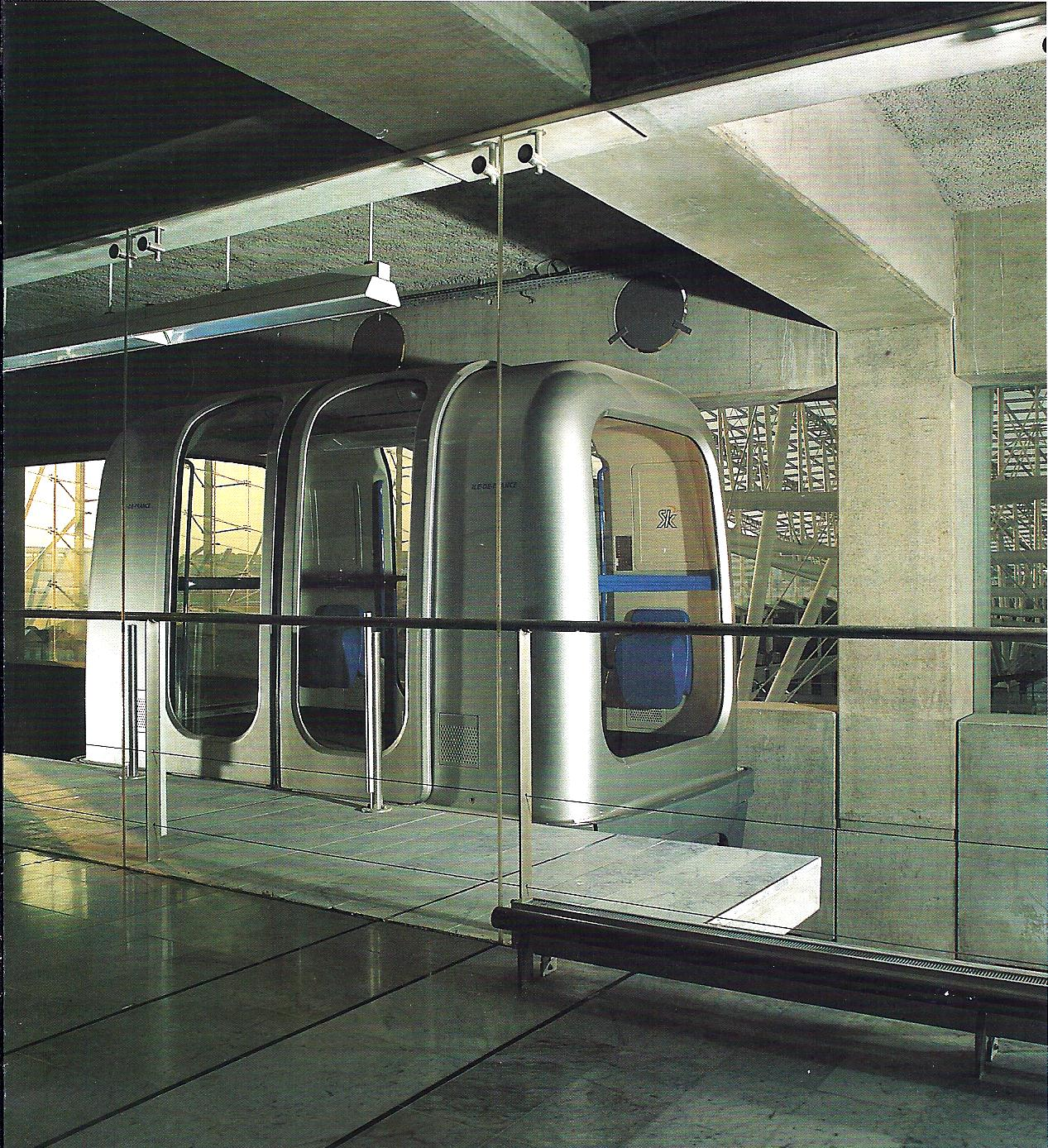
ロワシーのSK 6000

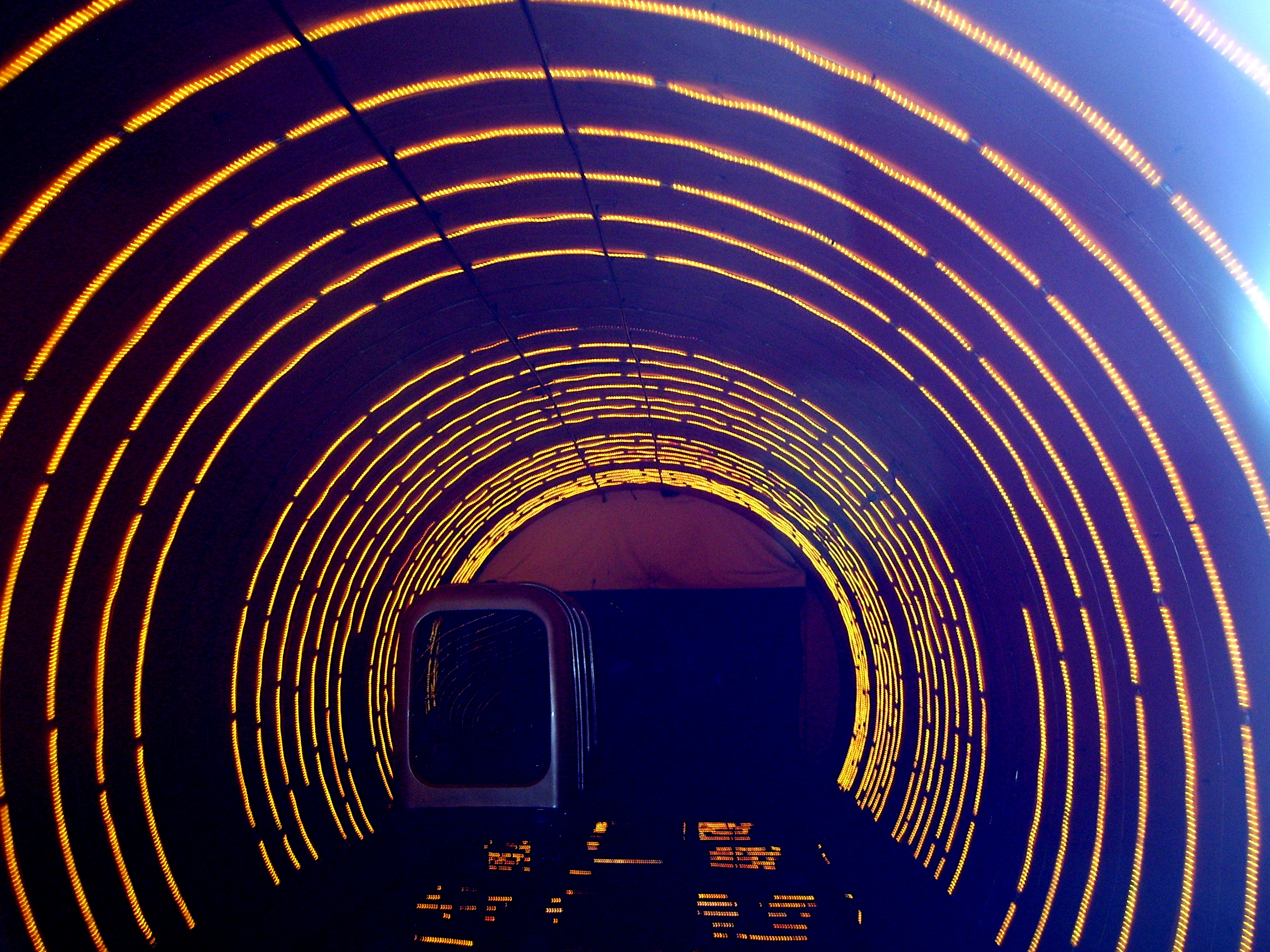
中華人民共和国上海市の外灘観光トンネル内のSK 6000

SKは、フランス共和国のバニェール＝ド＝ビゴールにあるスーレ社によって製造されたPeople moverである。
頭字語の「SK」は、製造会社であるスーレ (Soulé) 社および設計者であるヤン・デ・ケルマデック (Yann de Kermadec) の頭文字から来ている。

## 概要
当システムは、レール上を循環し、かつ一定の速度でケーブル牽引される小型の客室が基礎となっている。
これは、スーレ社によって既に製造されており、多くのスキー場で稼働している、ゴンドラリフトの組立部品から直接受け継がれている。
保持機構のシステムは、速度を減速させるか、駅で客室を停止させることができる。
この技術は、短距離の路線のみに作動する。
なお、この技術が、多くの停車駅がある長距離の路線またはカーブしている路線上で作動できないのは、通常の速度でのケーブル損失の危険性および安定性の欠如のためである。
展開されたシステムは、以下を含む。
ヴィルパントのSK路線
SKの1路線は、フランス共和国のヴィルパント展示会場の駐車場を取り扱っている。今現在、この路線は運行されていない。
ノワジー＝ル＝グランのSK路線
SKの1路線は、フランス共和国のノワジー＝ル＝グランに560mの路線が建設されたが、この路線が取り扱うはずの住宅団地が全く建設されなかったため、将来の開業を待ちつつ、この路線は保護された。
ロワシー＝シャルル・ド・ゴールのSK路線
SK 6000の2路線は、フランス共和国のロワシー＝アン＝フランスにあるロワシー＝シャルル・ド・ゴール国際空港に建設された。最初の路線は、1996年5月1日に開業予定であったが、路線の総延長 (3,500m) が、公共サービス向けに開業することが不可能となる多くの技術的問題を発生させた。2番目の路線は、1997年に開業しなければならなかったが、それも開業すらできなかった。当プロジェクトが破棄される前には、1億4,800万ユーロ (€) の建設費用を所持していた。この路線は、CDGVALによって置き換えられた。
上海のSK
中華人民共和国上海市の外灘観光トンネル（2001年供用開始）では、SK 6000を使用している。上海市のSKは、今日では最後のSKとなっている。
日本のSK
1989年に開催された横浜博覧会では、横浜エスケイ株式会社が会場内交通機関として営業運転を行った。会期中のみの期間限定運行であり、鉄道事業法の期間限定営業免許に基づく鋼索鉄道路線であった。走行距離651m。